# Savtshenkia
Savtshenkia is een ondergeslacht van het geslacht van insecten Tipula binnen de familie langpootmuggen (Tipulidae).

## Soorten
Deze lijst van 80 stuks is mogelijk niet compleet.
- T. (Savtshenkia) aberdareica (Alexander, 1956)
- T. (Savtshenkia) akeleyi (Alexander, 1956)
- T. (Savtshenkia) alpha (de Jong, 1994)
- T. (Savtshenkia) alpium (Bergroth, 1888)
- T. (Savtshenkia) antricola (Riedel, 1918)
- T. (Savtshenkia) asbolodes (Speiser, 1909)
- T. (Savtshenkia) aspromontensis (Theowald, 1973)
- T. (Savtshenkia) aster (Theischinger, 1983)
- T. (Savtshenkia) atlas (Pierre, 1924)
- T. (Savtshenkia) baltistanica (Alexander, 1936)
- T. (Savtshenkia) benesignata (Mannheims, 1954)
- T. (Savtshenkia) boreosignata (Tjeder, 1969)
- T. (Savtshenkia) breviantennata (Lackschewitz, 1933)
- T. (Savtshenkia) caligo (Alexander, 1956)
- T. (Savtshenkia) confusa (van der Wulp, 1883)
- T. (Savtshenkia) convexifrons (Holmgren, 1883)
- T. (Savtshenkia) corsosignata (Theowald, 1982)
- T. (Savtshenkia) cyrnosardensis (Theowald, 1982)
- T. (Savtshenkia) cheethami (Edwards, 1924)
- T. (Savtshenkia) chrysocephala (Mannheims, 1958)
- T. (Savtshenkia) draconis (Alexander, 1964)
- T. (Savtshenkia) eleonorae (Theischinger, 1978)
- T. (Savtshenkia) elgonensis (Alexander, 1956)
- T. (Savtshenkia) eugeni (Theowald, 1973)
- T. (Savtshenkia) fragilina (Alexander, 1919)
- T. (Savtshenkia) fragilis (Loew, 1863)
- T. (Savtshenkia) gimmerthali (Lackschewitz, 1925)
- T. (Savtshenkia) glaucocinerea (Lundstrom, 1915)
- T. (Savtshenkia) goriziensis (Strobl, 1893)
- T. (Savtshenkia) graciae (Alexander, 1947)
- T. (Savtshenkia) grisescens (Zetterstedt, 1851)
- T. (Savtshenkia) haennii (Dufour, 1991)
- T. (Savtshenkia) hancocki (Alexander, 1956)
- T. (Savtshenkia) hartigiana (Theowald, 1982)
- T. (Savtshenkia) holoptera (Edwards, 1939)
- T. (Savtshenkia) ignobilis (Loew, 1863)
- T. (Savtshenkia) interserta (Riedel, 1913)
- T. (Savtshenkia) invenusta (Riedel, 1919)
- T. (Savtshenkia) jeekeli (Mannheims and Theowald, 1959)
- T. (Savtshenkia) kiushiuensis (Alexander, 1925)
- T. (Savtshenkia) koreana (Alexander, 1934)
- T. (Savtshenkia) letifera (Alexander, 1951)
- T. (Savtshenkia) limbata (Zetterstedt, 1838)
- T. (Savtshenkia) macaronesica (Savchenko, 1961)
- T. (Savtshenkia) mannheimsi (Theowald, 1973)
- T. (Savtshenkia) minuscula (Savchenko, 1971)
- T. (Savtshenkia) mohriana (Alexander, 1954)

- T. (Savtshenkia) multipicta (Becker, 1908)
- T. (Savtshenkia) nephrotomoides (Alexander, 1924)
- T. (Savtshenkia) nielseni (Mannheims and Theowald, 1959)
- T. (Savtshenkia) nivalis (Savchenko, 1961)
- T. (Savtshenkia) obsoleta (Meigen, 1818)
- T. (Savtshenkia) odontostyla (Savchenko, 1961)
- T. (Savtshenkia) omega (de Jong, 1994)
- T. (Savtshenkia) ornata (Theowald and Oosterbroek, 1987)
- T. (Savtshenkia) pagana (Meigen, 1818)
- T. (Savtshenkia) pechlaneri (Mannheims and Theowald, 1959)
- T. (Savtshenkia) persignata (Alexander, 1945)
- T. (Savtshenkia) phoroctenia (Alexander, 1919)
- T. (Savtshenkia) postposita (Riedel, 1919)
- T. (Savtshenkia) productella (Alexander, 1928)
- T. (Savtshenkia) rothschildi (Alexander, 1920)
- T. (Savtshenkia) rufina (Meigen, 1818)
- T. (Savtshenkia) sardosignata (Mannheims and Theowald, 1959)
- T. (Savtshenkia) sciadoptera (Alexander, 1964)
- T. (Savtshenkia) serrulifera (Alexander, 1942)
- T. (Savtshenkia) signata (Staeger, 1840)
- T. (Savtshenkia) simulans (Savchenko, 1966)
- T. (Savtshenkia) sordidipes (Alexander, 1961)
- T. (Savtshenkia) staegeri (Nielsen, 1922)
- T. (Savtshenkia) subalpium (Savchenko, 1961)
- T. (Savtshenkia) subnodicornis (Zetterstedt, 1838)
- T. (Savtshenkia) subsignata (Lackschewitz, 1933)
- T. (Savtshenkia) subvafra (Lackschewitz, 1936)
- T. (Savtshenkia) tetragramma (Edwards, 1928)
- T. (Savtshenkia) trinacria (de Jong, 1994)
- T. (Savtshenkia) tulipa (Dufour, 1983)
- T. (Savtshenkia) venerabilis (Alexander, 1936)
- T. (Savtshenkia) villeneuvii (Strobl, 1909)
- T. (Savtshenkia) wulingshana (Yang and Yang, 1995)